# Île des Pins
L'Île-des-Pins (Kunyié in canaco) è un comune di 1.969 abitanti della Nuova Caledonia nella Provincia del Sud che comprende le seguenti isole:
- Isola dei Pini
- Kôtomo

Inoltre il comune comprende altri isolotti minori, tra cui Brosse, Cumo e le Isole Matthew e Hunter
La sede comunale è nel paese di Vao, il 95,4 % della popolazione è canaca.

Il comune è sempre stato antiseparatista, pur essendo completamente abitato da Canachi.